# 월드 사커 위닝 일레븐 7
위닝 일레븐 7(Pro Evolution Soccer 3, World Soccer: Winning Eleven 7)은 코나미가 위닝 일레븐 시리즈의 일부로 개발하고 제작한 축구 시뮬레이션 비디오 게임이다. 처음에 플레이스테이션 2용으로 출시되었다. 이후 마이크로소프트 윈도우용으로 출시된 시리즈 중 첫 번째 게임이기도 하다.
이 게임은 2002년 FIFA 월드컵 결승전에 공식화된 이탈리아의 상징적인 심판 피에를루이지 콜리나의 이미지와 시그너처를 장식한다. 축구 게임이 대체로 플레이어와 감독을 커버에 넣기 때문에 이번 작품에서는 낯선 부분이다. 또, 심판은 이 게임의 컷씬에만 등장한다. 후속작은 2004년에 출시된 위닝 일레븐 8이다.

## 평가
| 평론 점수 평론사 점수 PC PS2 에지 N/A 9/10 [ 1 ] EGM N/A 8.83/10 [ 2 ] 유로게이머 8/10 [ 3 ] (EU) 10/10 [ 4 ] (JP) 9/10 [ 5 ] 게임 인포머 N/A 9.25/10 [ 6 ] 게임프로 N/A [ 7 ] 게임스팟 9.1/10 [ 8 ] 9.1/10 [ 9 ] 게임스파이 N/A [ 10 ] 게임존 9.4/10 [ 11 ] 9.4/10 [ 12 ] IGN N/A 9.1/10 [ 13 ] OPM (US) N/A [ 14 ] BBC Sport 90% [ 15 ] 90% [ 15 ] 통합 점수 게임랭킹스 (US) 93% [ 16 ] (EU) 89% [ 17 ] (EU) 94% [ 18 ] (US) 93% [ 19 ] 메타크리틱 (US) 92/100 [ 20 ] (EU) 86/100 [ 21 ] (US) 93/100 [ 22 ] (EU) 92/100 [ 23 ] |                         |                         |
| 평론 점수 |                         |                         |
| 평론사 | 점수                    | 점수                    |
| 평론사 | PC                      | PS2                     |
| 에지 | N/A                     | 9/10                    |
| EGM | N/A                     | 8.83/10                 |
| 유로게이머 | 8/10                    | (EU) 10/10 (JP) 9/10    |
| 게임 인포머 | N/A                     | 9.25/10                 |
| 게임프로 | N/A                     | [ 7 ]                   |
| 게임스팟 | 9.1/10                  | 9.1/10                  |
| 게임스파이 | N/A                     | [ 10 ]                  |
| 게임존 | 9.4/10                  | 9.4/10                  |
| IGN | N/A                     | 9.1/10                  |
| OPM (US) | N/A                     | [ 14 ]                  |
| BBC Sport | 90%                     | 90%                     |
| 통합 점수 |                         |                         |
| 게임랭킹스 | (US) 93% (EU) 89%       | (EU) 94% (US) 93%       |
| 메타크리틱 | (US) 92/100 (EU) 86/100 | (US) 93/100 (EU) 92/100 |